# Angela Hill
Angela Patrice Hill, född 12 januari 1985 i Clinton i Maryland, är en amerikansk MMA-utövare som 2014–2015 och igen sedan 2017 tävlar i organisationen Ultimate Fighting Championship.